# Hollow talk
"Hollow Talk" er en sang ved dansk band Choir of Young Believers i deres første album This Is for the White in Your Eyes.